# Philadelphia Toboggan Coasters
Philadelphia Toboggan Coasters is een Amerikaans bedrijf dat houten achtbanen produceert. Het bedrijf heeft zijn hoofdvestiging in Hatfield (Pennsylvania). Het werd in 1904 opgericht door Henry Auchey en Chester Albright onder de naam Philadelphia Toboggan Company. Bekende ontwerpers die voor het bedrijf actief waren, waren Joe McKee, John A. Miller, Herbert Schmeck, Frank Hoover en John C. Allen.
De naam Philadelphia Toboggan Coasters werd pas in gebruik genomen in 1991 toen Tom Rebbie en Bill Dauphinee de zaak overnamen van Sam High (1934 - 2011). In 2007 kocht Rebbie Dauphinee uit en werd enige zaakvoerder. 

## Gebouwde achtbanen
| Naam                              | Pretpark                | Jaar van opening     |
| --------------------------------- | ----------------------- | -------------------- |
| Thunderhawk                       | Dorney Park             | 1923                 |
| Wildcat                           | Lake Compounce          | 1927                 |
| Teddy Bear                        | Kennywood               | 1935 (gesloten 1947) |
| Yankee Cannonball                 | Canobie Lake Park       | 1936                 |
| Thunderbolt                       | Six Flags New England   | 1942                 |
| Comet                             | Hersheypark             | 1946                 |
| Dipper                            | Kennywood               | 1948 (gesloten 1984) |
| Blue Streak                       | Cedar Point             | 1964                 |
| The Racer                         | Kings Island            | 1972                 |
| Woodstock Express                 | Kings Island            | 1972                 |
| The Great American Scream Machine | Six Flags Over Georgia  | 1973                 |
| Ghoster Coaster                   | Kings Dominion          | 1974                 |
| Rebel Yell                        | Kings Dominion          | 1975                 |
| Screamin' Eagle                   | Six Flags St. Louis     | 1976                 |
| Thunder Road                      | Carowinds               | 1976                 |
| Ghoster Coaster                   | Canada's Wonderland     | 1981                 |
| Comet                             | The Great Escape        | 1994                 |
| Little Dipper                     | Six Flags Great America | 2010                 |